# Cerotoma octonotata
Cerotoma octonotata es un coleóptero de la familia Chrysomelidae.
Fue descrita científicamente en 1859 por Boheman.